# Cărpiniș (okręg Marmarosz)
Cărpiniș – wieś w Rumunii, w okręgu Marmarosz, w gminie Copalnic-Mănăștur. W 2011 roku liczyła 367 mieszkańców.